# Бельгард, Роже II де Сен-Лари
Роже II де Сен-Лари де Бельгард (фр. Roger II de Saint-Lary de Bellegarde; 10 декабря 1562 или 10 января 1563 — 13 июля 1646) — французский придворный и государственный деятель, 1-й герцог де Бельгард, пэр Франции, рыцарь орденов короля.

## Биография
Старший сын барона Жана де Терма и Жанны Анны де Вильмюр. Маркиз де Версуа, сеньор и барон де Терм.
Начал придворную карьеру во времена Генриха III, и злые языки утверждали, что его продвижению по службе способствовала не только протекция дяди, маршала Бельгарда, одного из фаворитов короля, но и красивая наружность, весьма ценившаяся при тогдашнем французском дворе.
По словам Таллемана де Рео,

Известно, как ответил один из тогдашних придворных, когда его попрекнули, что он не продвигается при Дворе, как Бельгард: «Эка невидаль! — сказал он. — Ему о продвижении и думать не надобно: его достаточно подталкивают сзади»— Таллеман де Рео Ж. Занимательные истории. — С. 18.
.
Вероятно, он был последним по времени из миньонов Генриха III. В ночь с 22 на 23 декабря 1588 вместе с отрядом Сорока Пяти и ещё несколькими приближенными короля участвовал в убийстве Генриха де Гиза в замке Блуа.
Современники считали его любовником Габриэли д’Эстре; согласно популярной версии, именно Бельгард познакомил Габриэль с королём Генрихом IV, и тот её у него увёл. Среди множества сплетен и анекдотов о Бельгарде, которым Тальман де Рео посвятил отдельную главу, ходили и рассказы о том, что д’Эстре, уже ставшая герцогиней де Бофор, время от времени изменяла королю со своим старым другом.

Как-то г-н де Прален, капитан телохранителей короля, впоследствии маршал Франции во время Регентства, дабы помешать Королю жениться на г-же де Бофор, предложил ему застать Бельгарда с нею в постели. И вот однажды в Фонтенбло он будит Короля среди ночи; но когда они уже готовы были войти в апартаменты герцогини, Король сказал: «Ах! как бы это её не рассердило!» Маршал де Прален рассказывал это одному дворянину, а тот — мне.— Тальман де Рео Ж. Занимательные истории, с. 9.
Говорили, что Генрих раз десять приказывал убить Бельгарда, но потом, спохватившись, отменял приказ, вспоминая, что сам отбил у него женщину.
Также ему приписывали связь с мадмуазель де Гиз, принцессой де Конти, о чём сообщалось в Любовных историях Алькандра (Генриха IV), а последней страстью уже постаревшего ловеласа, по словам Тальмана де Рео и мадам де Моттвиль, была королева Анна Австрийская, которой настолько претил этот воздыхатель, что она в шутку пригрозила его убить. После приезда в Париж герцога Бекингема, который, по слухам, сумел добиться благосклонности королевы, Бельгарду пришлось отступить, по поводу чего поэт Вуатюр написал ехидную эпиграмму.
Бельгард участвовал в походах Генриха IV, отличился в битвах при Арке и Фонтен-Франсез, а позднее при осаде Ла-Рошели, где сопровождал Гастона Орлеанского. Был у этого принца сюринтендантом дома и первым придворным.
7 декабря 1595 был пожалован в рыцари ордена Святого Духа.

Герб герцога Роже де Бельгарда. В первой четверти герб дома де Сен-Лари, во второй — дома де Ла Барт, в третьей — дома д’Орбессан, в четвёртой — дома де Терм, в щитке — дома де Лагурсан

3 августа 1602 был назначен губернатором Бургундии и Бресса, в 1605 получил должность великого конюшего Франции. В 1611 отказался от должности великого конюшего в пользу своего младшего брата Сезара-Огюста де Сен-Лари.
Купил у герцогини де Меркёр маркизат Сёр в Бургундии, который в сентябре 1619 жалованной грамотой Людовика XIII был возведен в ранг герцогства-пэрии под названием герцогства де Бельгард.
За участие в заговоре Гастона Орлеанского был изгнан кардиналом Ришельё, а его земли 15 октября 1631 были включены в королевский домен. Несколько лет жил в домике у одного из своих друзей, испытывая нужду.
В 1639 король Людовик попросил Бельгарда отказаться от должности великого конюшего в пользу маркиза де Сен-Мара, и герцог, опасавшийся, что королевская немилость может пасть на его племянников, уступил монарху.
После смерти Ришельё и Людовика, в 1643 был возвращён Анной Австрийской ко двору; ему был назначен пенсион и возвращены владения.
Продал Сёр принцу Анри II де Конде, и в 1645 купил маркизат Шуази-о-Лож в Гатине, родовое владение семьи Л’Опиталь, которому в декабре 1645 был передан титул герцогства-пэрии де Бельгард. В результате, герцогами де Бельгард стали титуловаться и принцы де Конде, и наследник дома де Сен-Лари по женской линии Жан-Антуан-Арно де Пардайян де Гондрен, маркиз де Монтеспан.
Был покровителем Малерба.

## Оценки современников
Мнения современников на его счет расходились: одни считали его неглупым, и храбрым воином, другие — человеком, хотя и приятным, но пустым.

Он отличался приятной манерой держаться, был хорошо сложен и весьма охотно смеялся. При первом знакомстве он нравился; но, за вычетом кое-каких любезностей, которые выходили у него довольно мило, все, что он говорил, ровным счетом ничего не значило. Слуги его вечно ходили оборванными, и, если только не предстоял какой-нибудь пышный выезд или нечто подобное, он не тратил и ломаного гроша; но в торжественных случаях тщеславие его вылезало наружу. В седле он красавцем отнюдь не выглядел, разве что в боевых доспехах, ибо они заставляли его держаться прямее; он был статен и силен и прекрасно умел носить оружие.— Тальман де Рео Ж. Занимательные истории, с. 18.
Особо отмечали его крайнюю чистоплотность, выглядевшую в глазах современников чертой настолько не подобающей мужчине, что она порождала неизбежные подозрения в трусости и гомосексуализме.
Генрих IV, у которого Бельгард был в большом фаворе, тем не менее, несколько раз отказывал ему в серьёзных просьбах. Так, когда тот просил милости для Мантиньера, убийцы и воздыхателя его сестры, король в гневе ответил: «Когда ему переломают руки и ноги, а тело бросят в огонь, я с удовольствием пожалую вам его пепел».
После смерти тело герцога было перевезено в Дижон, и погребено в церкви иезуитов, а сердце помещено в церкви иезуитов в Париже на улице Сент-Антуан.

## Семья
1-я жена: Мишель Леонарда Обен
2-я жена (1596): Анна де Бёй, дочь Онора де Бёя, сеньора де Фонтена, и Анны де Бёй
Оба брака были бездетными, и единственным ребенком герцога был бастард
- Пьер де Бельгард, называемый шевалье де Монбрен, сеньор де Сукаррьер, легитимирован в апреле 1628.

## В беллетристике
Роже де Бельгард является одним из второстепенных персонажей романа Генриха Манна «Молодые годы короля Генриха IV». Его образ в романе в основном совпадает с образом в «Занимательных историях» Таллемана де Рео.